# تشوي تشول سو
تشوي تشول سو (مواليد 1 ديسمبر 1969) هو ملاكم كوري شمالي، مثّل بلاده في الألعاب الأولمبية الصيفية 1992 وحقق الميدالية الذهبية في فئة وزن الذبابة.

## روابط خارجية
تشوي تشول سو على موقع بوكس ريك (الإنجليزية) (registration required)
- تشوي تشول سو على موقع أوليمبيديا (الإنجليزية)